# Logaritmikus-periodikus antenna
 

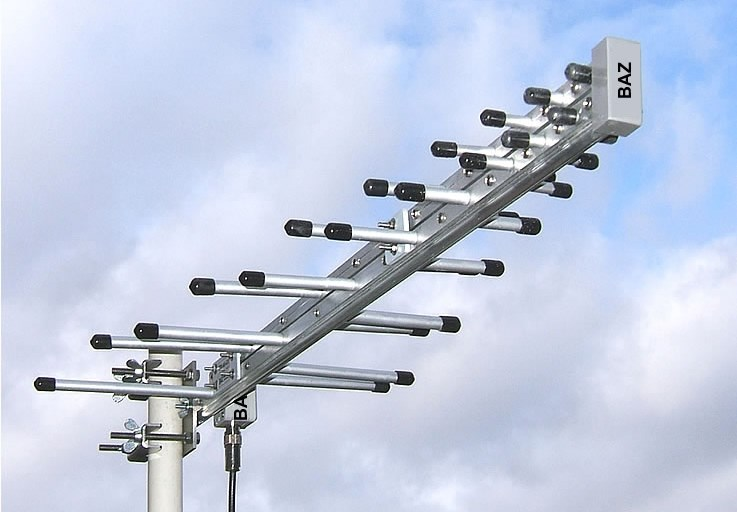
Log-periodikus antenna, 400–4000 MHz

A logaritmikus-periodikus antenna (röviden: LP), rövidítve, a továbbiakban: log-periodikus antenna, más néven logaritmikus-periodikus sor, egy több elemből álló, irányított antenna, amelyet arra terveztek, hogy széles frekvenciasávon működjön. John Dunlavy találta fel 1952-ben.
Leggyakoribb formája a log-periodikus dipólustömb vagy LPDT. Az LPDT számos, fokozatosan növekvő hosszúságú félhullámú dipólus hajtású elemből épül fel, amelyek mindegyike egy pár fémrúdból áll. A fémrudak szorosan egymás mellé vannak szerelve egy vonalban, párhuzamosan kapcsolva a tápvezetékkel váltakozó fázissal. Elektromosan két vagy három elemből álló Yagi–Uda antennák sorozatát szimulálja, egymáshoz kapcsolva, melyek mindegyike más frekvenciára van hangolva.
Az LPDT antennák némileg hasonlítanak a Yagi antennákhoz, mivel mindkettő dipólusú rúdelemekből áll, melyek egy vonalba vannak felszerelve egy tartórúd mentén, de nagyon eltérő módon működnek. Mivel ha elemeket adunk hozzá egy Yagi antennához, az növeli annak irányát vagy nyereségét, míg az LPDT-hez adott elemek növelik a frekvenciaválaszát vagy a sávszélességét .
Az LPDT-k használatával leggyakrabban a földfelszíni televíziós antennáknál találkozhatunk, mivel nagy sávszélességgel kell rendelkezniük ahhoz, hogy lefedjék a széles URH és DMH televíziós műsorszórási spektrumokat, miközben magas nyereséggel is rendelkezik a megfelelő perem vétel érdekében. Az egyik széles körben használt televíziós vételi antenna konstrukció egy Yagi-t (a DMH vételhez) és egy nagyobb LPDT (az URH vételhez) antenna kombinációjából áll.

## Története
John Dunlavy 1952-ben találta fel a logaritmikus-periodikus antennát, amikor az Amerikai Egyesült Államok légierejének dolgozott, de a projekt „titkos” besorolása miatt nem tulajdonították neki.  Az Illinoisi Egyetem Urbana–Champaign-ben szabadalmaztatta az Isbell és Mayes–Carrel antennákat, és gyártását kizárólag a New York-i JFD Electronics számára engedélyezte.

## Fordítás
Ez a szócikk részben vagy egészben  a   Log-periodic antenna című angol Wikipédia-szócikk ezen változatának fordításán alapul.  Az eredeti cikk szerkesztőit annak laptörténete sorolja fel. Ez a jelzés csupán a megfogalmazás eredetét és a szerzői jogokat jelzi, nem szolgál a cikkben szereplő információk forrásmegjelöléseként.

## Bibliográfia
- John Daniel Kraus. Antennas, Subsequent, McGraw-Hill College, 892. o. (1988). ISBN 978-0-070-35422-7 5 500 - 1 800 HUF: The Log-Periodic Antenna, p. 703-708.